# Dominicas de Sparkill
La Congregación de Nuestra Señora del Santísimo Rosario (en inglés: Congregation of Our Lady of the Rosary) es una congregación religiosa católica femenina, de vida apostólica y de derecho diocesano, fundada en 1876 por la religiosa inglesa Alice Madeline Thorpe, en la localidad de Sparkill (Nueva York). A las religiosas de este instituto se les conoce como dominicas de Sparkill y posponen a sus nombres las siglas O.P.

## Historia
La congregación fue fundada por la inglesa Alice Madeline Thorpe, con la colaboración de su hermana Lucy. Ambas, de religión anglicana, llegaron de Inglaterra a los Estados Unidos como voluntarias para trabajar con inmigrantes ingleses. En medio de sus trabajos de caridad conocieron la fe católica y se convirtieron al catolicismo. El 6 de mayo de 1876 fundaron la Congregación de Nuestra Señora del Santísimo Rosario para la reeducación de la juventud.
El instituto recibió la aprobación como congregación religiosa de derecho diocesano el mismo día de la fundación, de parte del obispo John McCloskey, de la arquidiócesis de Nueva York. Fue agregada a la Orden de Predicadores ese mismo año. En 1884 se estableció la casa madre en Sparkill. Desde 2018, la congregación está en diálogo con las Hermanas de Nuestra Señora de la Doctrina Cristiana para una futura unificación.

## Organización
La Congregación de Nuestra Señora del Santísimo Rosario es un instituto religioso de derecho diocesano y centralizado, cuyo gobierno es ejercido por una priora general, es miembro de la Familia dominica y de la Conferencia de Hermanas Dominicas y su sede se encuentra en Sparkill (Nueva York).
Las dominicas de Sparkill se dedican a la formación e instrucción cristiana de a juventud, en sus propios centros educativos. Actualmente son unas 350 religiosas y están presentes en Estados Unidos y Pakistán.